# Zero no Tsukaima
Фамільяр Невдахи (яп. ゼロの使い魔, Zero no Tsukaima) — серія японських ранобе у жанрах фентезі та комедія написана Ямаґучі Нобору, і проілюстрована Усацукою Ейджі. Media Factory було опублікловано 20 томів з липня 2004 до лютого 2011. Автор помер 4 квітня 2013, так і не завершивши серію. Вона була згодом завершена в липні 2016 в двох томах іншим автором з використанням нотаток Ямаґучі. Сюжет розвивається навколо студентів другого курсу Магічної Академії Трістейну — країни на вигаданому континенті Халкеґінія. Головними персонажами є бездарна студентка Луїза і її викликаний з Японії фамільяр — Хіраґа Сайто.
Серія була адаптована студією J.C.Staff у чотири сезони аніме, які транслювались з 2006 до 2012, і додатковий епізод OVA. Манґа-версію намальовану Мочідзукі Наною було видано журналом Media Factory — Monthly Comic Alive між червнем 2006 та жовтнем 2009. Окрім цього було видано ще три спін-оф манґи, а також три візуальні новели ексклюзивно для PlayStation 2.

## Сюжет
Луїза — дворянка, яка не може користуватися магією, тому що всі її спроби завершуються вибухами. Через те, що вона не здатна користуватись жодним з чотирьох елементів (вогонь, вода, вітер і земля) вона відома в усій академії як «Нульова Луїза». На початку другого курсу всі студенти Магічної Академії Трістейну проводять особливий ритуал виклику фамільяра, який буде їм довічно служити, як компаньйон, захисник і партнер. Фамільяри зазвичай є магічними істотами, які відображають як рівень сили, так і підвладні стихії своїх господарів. Коли приходить черга Луїзи, вона промовляє заклинання виклику, яке створює звичний для неї вибух, але коли пилюка розвіюється, виявляється, що викликаний фамільяр Луїзи — це людина, його звати Хіріґа Сайто і він звичайний японський школяр.
Через священність ритуалу, Луїза змушена прийняти Сайто, як її фамільяра, проте поводиться з ним, як зі слугою: змушує прати її одяг, спати на підлозі, а якщо їй щось не подобається — б'є його або залишає без обіду. Разом Луїза і Сайто потрапляють у різні пригоди, допомагають друзям, іноді рятують одне одного, Трістейн або й увесь світ. Сайто намагається повернутись до Японії, а також дізнається про неймовірні сили, які дозволяють йому фехтувати мечем і користуватись будь-якою зброєю. Зрештою, вони разом довідуються правду про магічну бездарність Луїзи, а після багатьох пригод і спільної роботи між ними виникає взаємне кохання.

## Персонажі

### Головні персонажі

#### Луїза
Луїза Франсуаза Ле Бланк де Ла Вальєр (яп. ルイズ・フランソワーズ・ル・ブラン・ド・ラ・ヴァリエール, Ruizu Furansowāzu ru Buran do ra Variēru) — другокурсниця Магічної Академії Трістейну. Вона є третьою дочкою відомої в трістейні аристократичної сім'ї Вальєр. Луїза вперта, проте «має чисте серце», як про неї каже принцеса Генрієтта. Має прізвисько «Нульова Луїза» за її, спочатку, нульові магічні здібності, які зазвичай створюють вибухи. За своєю гордовитістю і самовпевненістю вона приховує власну незахищеність і душевні рани. Під час церемонії виклику фамільярів, вона викликає звичайного японського хлопця — Хіраґу Сайто. Спочатку Луїза відноситься до нього, як до слуги, проте швидко починає ревнувати його до усіх інших дівчат. З часом у неї виникають почуття до нього і зрештою вона закохується.

#### Хіраґа Сайто
Хіраґа Сайто (яп. 平賀才人, Hiraga Saito) — японський школяр, викликаний Луїзою з Токіо, щоб стати її фамільяром. Коли він прямував додому людною вулицею Токіо, перед ним раптово відкрився портал. Коли Сайто доторкнувся до нього, його затягнуло в Халкеґінію і він опинився перед Луїзою. Він офіційно став фамільяром Луїзи після поцілунку, що шокувало його. Спочатку він не дуже ладнав з Луїзою, але з розвитком сюжету вони починають краще розуміти одне одного і закохуються.

## Популярність
Ранобе є одним з бестселлерів у Японії, з загальним числом продавжів у 6.8 мільйонів друкованих копій станом на лютий 2017.